# Yaque del Sur
Yaque del Sur és un riu situat al sud-oest de la República Dominicana. Té aproximadament 183 km de longitud. El riu no és navigable, exceptuant petites embarcacions. És utilitzat extensament per regadiu d'arròs, canya de sucre, mongetes, plàtans, i cacauets.